# Крістоф Циммерманн
Крістоф Циммерманн (нім. Christoph Zimmermann, нар. 12 січня 1993, Дюссельдорф, Німеччина) — німецький футболіст, центральний захисник клубу «Дармштадт 98».

## Ігрова кар'єра
Крістоф Циммерманн є вихованцем академії клубу «Боруссія» з Менхенгладбаха. З 2012 року футболіст грав за другу команду клубу у Регіональній лізі чемпіонату Німеччини. Наступні три роки захисник провів у складі іншої «Боруссії» - з Дортмунда. Але також не зумів пробитися до першої команди. Сезон 2014/15 Циммерманн провів у Лізі 3, після чого також грав у Регіональній лізі Німеччини.

### Норвіч Сіті
Влітку 2017 року контракт Крістофа з дортмундським клубом закінчився і він як вільний агент приєднався до англійського «Норвіч Сіті». Вже 5 серпня футболіст дебютував за нову команду у матчі проти «Фулгема». Сезон 2018/19 став переможним для «Норвіча» у Чемпіоншип і наступний сезон футболіст провів у англійській Прем'єр-лізі. Першу гру на вищому рівні Циммерманн провів 31 серпня 2019 року проти «Вест Гем Юнайтед».

### Дармштадт 98
Влітку 2022 року Циммерман також як вільний агент залишив «Норвіч Сіті» і повернувся до Німеччини, де підписав трирічний контракт з клубом Другої Бундесліги «Дармштадт 98». За результатами сезону 2022/23 «Дармштадт» виборов право на вихід до Бундесліги. І вже 20 серпня Циммерманн зіграв першу гру у вищому дивізіоні Німеччини.

## Досягнення
Норвіч Сіті
- Переможець Чемпіоншип (2): 2018/19, 2020/21[6]

Дармштадт 98
- Другий призер Другої Бундесліги: 2022/23